# Wenzo (Liesborn)
Wenzo (* unbekannt; † 8. April 1190 in Liesborn) war der dritte Abt des Klosters Liesborn im Zeitraum von 1179 bis 1190.

## Leben
Über Wenzos Herkunft und sein Wirken vor dem Amtsantritt als Abt von Liesborn ist wenig bekannt. Es liegt nahe, dass Wenzo wie seine Abtsvorgänger Balduin und Franco Teil des Konvents St. Michael in Hildesheim war, da er dort ebenfalls in den Chroniken und dem Nekrolog aufgeführt wurde. Wenzo wird in den Liesborner Urkunden erstmals am 8. Oktober 1178 und zuletzt im Jahr 1189 erwähnt.

## Wirken
Wenzo war laut der schriftlichen Überlieferung 11 Jahre und 3 Monate Abt in Liesborn. In den Chroniken wird seine Vorliebe für die Ausstattung der Klosterbibliothek und seine große Kenntnis der theologischen Schriften hervorgehoben. Zudem soll er einige Titel selbst verfasst haben, darunter ein Missale, ein Antiphonar für die Kapelle und ein zweibändiger Kommentar des Kirchenvaters Augustinus über das Evangelium nach Johannes. Dieser Tractatus de evangelio Johannis ist heute noch erhalten. Im Jahre 1184 vertrat Wenzo das Kloster Gehrden als Provisor gegen das Stift Neuenheerse und 1186 erreichte er für das Kloster Liesborn vom Kölner Erzbischof Philipp I. von Heinsberg die Zollbefreiung in Neuß. Ein bruchstückhaft erhaltener, spitzovaler Siegelabdruck von etwa 50 × 75 mm Größe zeigt dasselbe Siegelbild wie bei Abt Balduin und Reste der Umschrift […]SBERNENSIS : ABBAS. Den Nekrologen von Liesborn und Gehrden zufolge ist Wenzo am 8. April 1190 in Liesborn gestorben und wurde dort auch auf dem Chor beigesetzt.